# Municipio de Keating (condado de McKean)
El municipio de Keating  (en inglés: Keating Township) es un municipio ubicado en el condado de McKean en el estado estadounidense de Pensilvania. En el año 2000 tenía una población de 1.110 habitantes y una densidad poblacional de 12.1 personas por km².

## Geografía
El municipio de Keating se encuentra ubicado en las coordenadas 41°53′00″N 78°28′59″O / 41.88333, -78.48306.

## Demografía
Según la Oficina del Censo en 2000 los ingresos medios por hogar en la localidad eran de $32,798 y los ingresos medios por familia eran $39,205. Los hombres tenían unos ingresos medios de $30,027 frente a los $21,992 para las mujeres. La renta per cápita para la localidad era de $14,764. Alrededor del 13,7% de la población estaban por debajo del umbral de pobreza.